# La Revue durable
La Revue durable est une revue de vulgarisation francophone sur la durabilité et la transition écologique. 

## Histoire
Fondée en 2002 en Suisse,,, elle a publié une septantaine de dossiers sur des thématiques liées à l'environnement, l'agriculture durable, la biodiversité, les ressources et consommation énergétiques mondiales, l'écologie, etc.,

### Artisans de la transition
En mars 2016, une association est créée sous le nom « Artisans de la transition »,. Cette association privilégie plusieurs centres d'intérêt, outre la publication de la revue : une veille sur le climat, l'énergie citoyenne, les énergies fossiles,,, l'économie alternative, ou encore l'histoire et la culture.

### Numéros et thèmes
Les articles des dix premières années de La Revue durable sont gratuitement accessibles en ligne.